# Jérémie Moreau
Jérémie Moreau (* 1999) ist ein französischer Pianist.
Moreau begann im Alter von sieben Jahren mit dem Klavierunterricht bei Françoise Ragon und besuchte anschließend bis 2014 am Conservatoire à rayonnement régional de Paris (CRR) die Klasse von Anne-Lise Gastaldi. Ab 2015 setzte er seine Ausbildung bei Denis Pascal am  Conservatoire National Supérieur de Musique de Paris (CNSM) fort. Nach seinem Abschluss im Juni 2018 studierte er vier Jahre bei András Schiff an der Barenboim-Said Akademie in Berlin. Seit 2023 setzt er seine Studien im Sir András Schiff Performance Programme for Young Pianists an der Kronberg Academy fort. Moreau gewann mehrere Wettbewerbe und trat bei einer Reihe von Festivals auf, unter anderem in Gstaad und Verbier.
2024 wurde Jérémie Moreau mit dem 2. Preis beim Kissinger Klavierolymp ausgezeichnet. 2025 gewann er den Luitpoldpreis beim Festival Kissinger Sommer.

## Diskografie
- 2017 Jérémie Moreau spielt Robert Schumanns Kinderszenen auf dem Doppelalbum Volume II der Archives du Festival de Nohant (Soupir Editions), ausgezeichnet mit dem Choc Classica[4]
- 2020 A Family Affair, Jérémie Moreau spielt gemeinsam mit seinen Geschwistern Edgar Moreau (Cello) sowie Raphaëlle und David Moreau (beide Violine) Werke von Erich Wolfgang Korngold und Antonin Dvorak (Warner Classics Erato)[5]